# Blekinge (örlogsskepp)
Blekinge var ett svenskt örlogsskepp som sjösattes 1682 och var det första krigsfartyget som byggdes på Vämö i Karlskrona. Skeppsbyggmästare var engelsmannen Robert Turner.

## I tjänst
År 1683 seglade Blekinge på ett skär och sjönk, men bärgades och var därefter åter i bruk i ungefär tjugo år. Fartyget var ett linjeskepp på uppemot 45 meter, som hade 68 kanoner och plats för en besättning på 450 man. Hon deltog bland annat i bombarderingen av Köpenhamn och i Karl XII:s landstigning vid Humlebæk 1700.

## Blockskepp
Mycket talar för att skeppet medvetet sänktes 1713, när hon blivit för gammal, och placerades på hamnbotten mitt i Karlskrona örlogshamn för att återanvändes i ett så kallat "blockhus", vilket betyder att skeppets nedre del stod förankrat på botten medan det övre batteridäcket fanns ovanför vattenytan. På så sätt kunde man använda kanonerna för att beskjuta och förhindra fientligt sinnade fartyg att ta sig in i hamnområdet. Antagligen saknades ekonomiska förutsättningar för att anlägga ordentliga försvarsanläggningar på grund av Karl XII:s kostsamma krigståg.

## Vraket
Skeppet glömdes bort, men på olika historiska kartor har en sådan vrakplats utpekats. Dykningar som gjordes i det aktuella området 2016 bekräftar att där ligger ett gammalt skeppsvrak, som med största sannolikhet är linjeskeppet Blekinge. Skeppsvraket är nu till stora delar nedsjunket i bottenslammet och täckt med sediment. 
Utseendemässigt lär skeppet Blekinge ha liknat regalskeppet Solen.